# Jesuitenkirche (Mannheim)

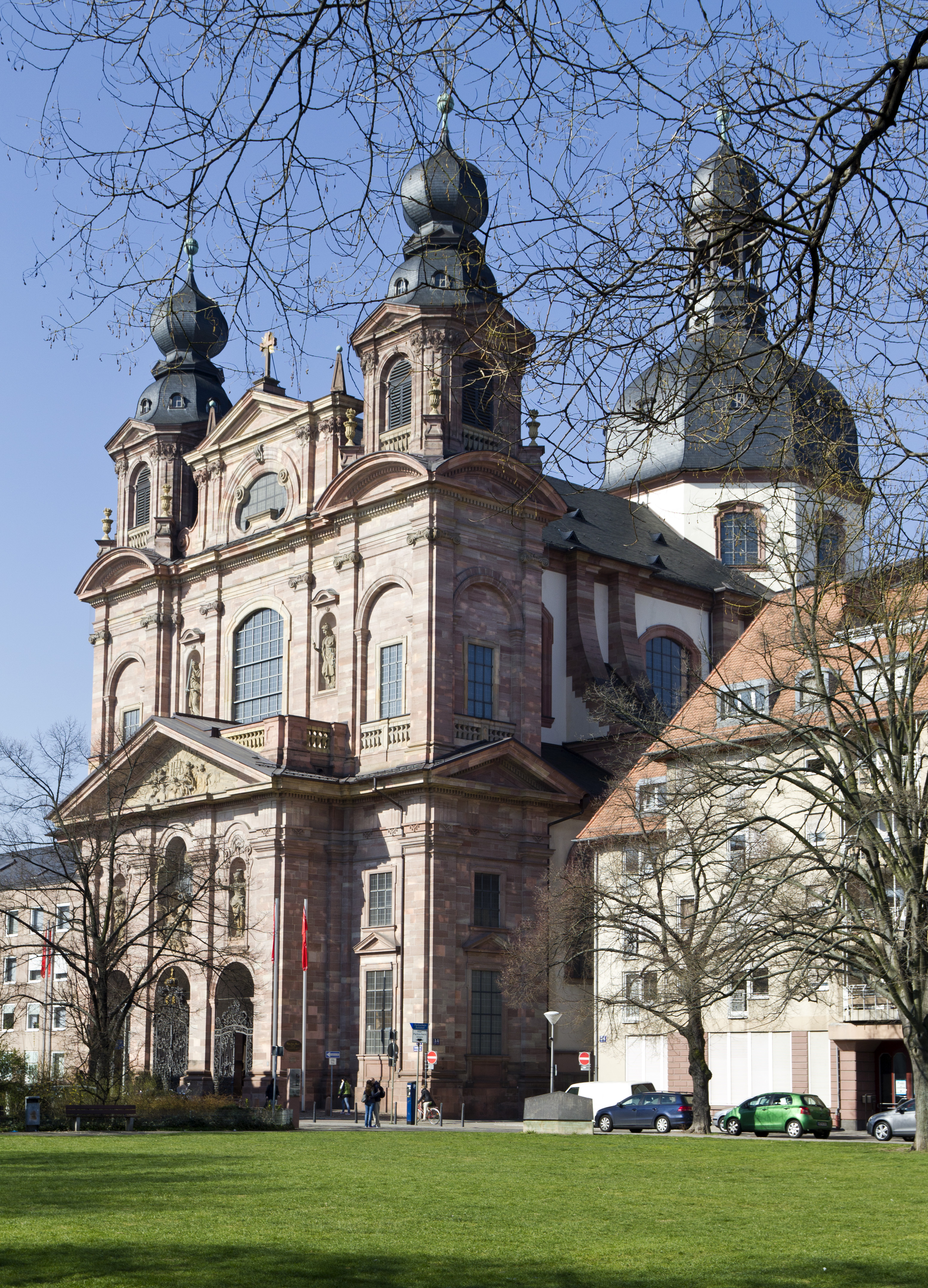
Mannheimer Jesuitenkirche

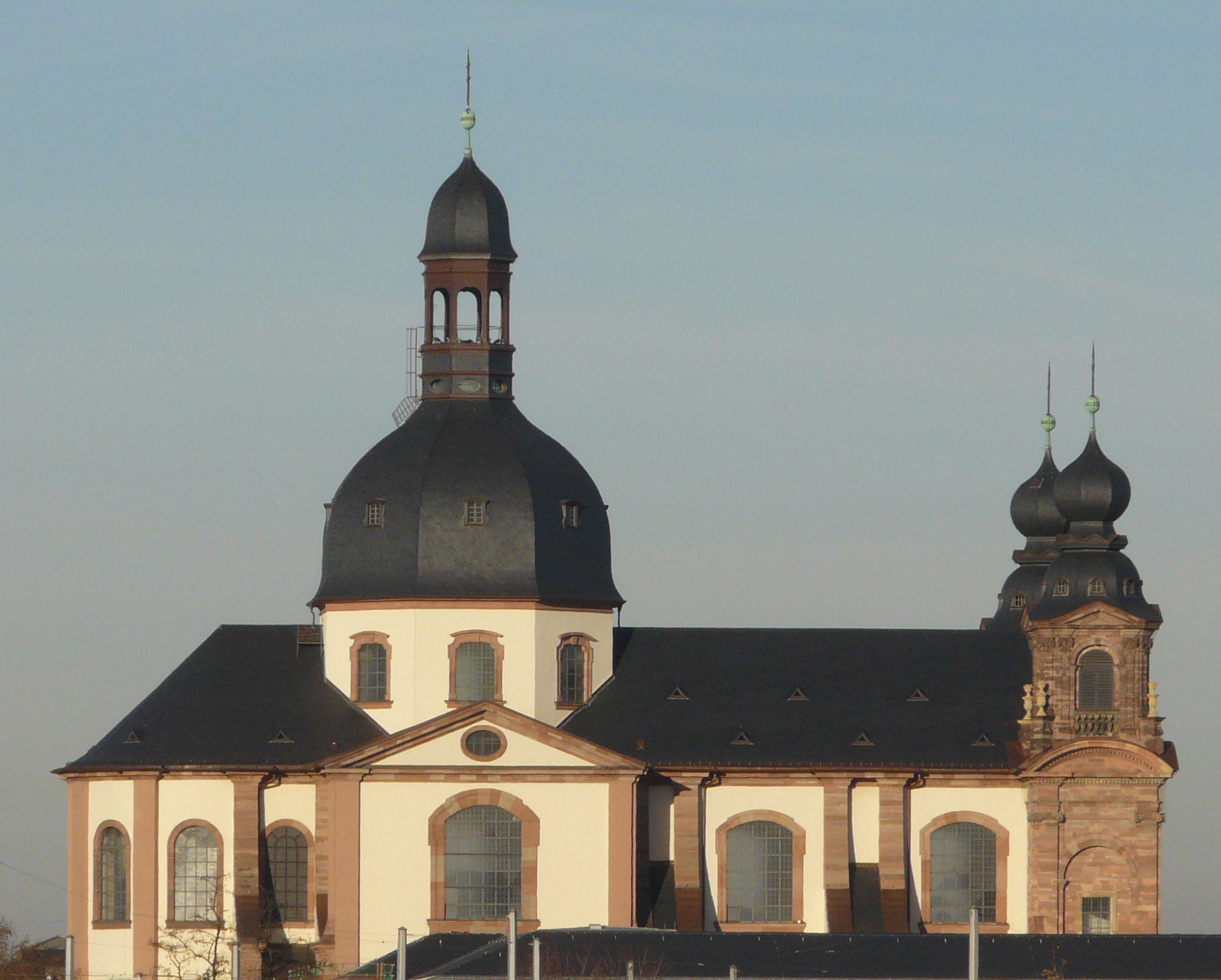
Ansicht von Südwesten

Die Jesuitenkirche St. Ignatius und Franz Xaver ist eine römisch-katholische Kirche in der Mannheimer Innenstadt im Quadrat A 4. Sie wurde 1738 bis 1760 erbaut und ist eine der Pfarrkirchen der Seelsorgeeinheit Mannheim-Johannes XXIII. sowie Sitz des Dekans des katholischen Stadtdekanats Mannheim. Der Kunsthistoriker Georg Dehio bezeichnete sie zu Beginn des 20. Jahrhunderts als bedeutendste Barockkirche Südwestdeutschlands.

## Geschichte
Als der Wittelsbacher Johann Wilhelm 1716 starb, wurde sein Bruder Carl Philipp unerwartet Kurfürst von der Pfalz. Die an seinem Hof in Innsbruck lebenden Jesuiten zogen mit ihm zunächst nach Heidelberg und nach der Verlegung der pfälzischen Residenz auch nach Mannheim. Carl Philipp schenkte ihnen 1727 einen Bauplatz unweit des sich im Bau befindlichen Schlosses, wo sie zunächst ein Kolleg mit Gymnasium errichteten.
Am 12. März 1733 wurde der Grundstein für die Kirche gelegt. Da der Schlossbau gewaltige Summen verschlang, begannen die eigentlichen Bauarbeiten an der Kirche allerdings erst 1738. Carl Philipp hatte sich bereit erklärt, die Kosten aus seiner Privatschatulle zu übernehmen. Nach seinem Tod 1742 fuhr der neue Kurfürst Carl Theodor aufgrund der angespannten Finanzlage des Landes zunächst einen Sparkurs, so dass auch die Baustelle der Jesuiten ruhte. 1744 wurden die Arbeiten wieder aufgenommen, der Kurfürst forderte aber eine Modifizierung der Pläne, um „unnötige“ Kosten zu vermeiden. 1748 konnte das Richtfest für die Kuppel gefeiert werden und im Jahr darauf war der Rohbau weitgehend abgeschlossen, so dass mit der Inneneinrichtung begonnen werden konnte. Nach dem Ende des Österreichischen Erbfolgekriegs (1740–1748) entspannte sich auch die finanzielle Lage, was der prachtvollen Ausstattung zugutekam. Am 15. November 1756 wurde die Jesuitenkirche benediziert und am 18. Mai 1760 durch den Fürstbischof von Augsburg Joseph von Hessen-Darmstadt – im Auftrag des Wormser Bischofs Johann Friedrich Karl von Ostein – zu Ehren der Heiligen St. Ignatius von Loyola und St. Franz Xaver konsekriert. Anlässlich der Einweihung wurde eine von Anton Schäffer entworfene Rheingold-Gedenkmedaille herausgegeben.

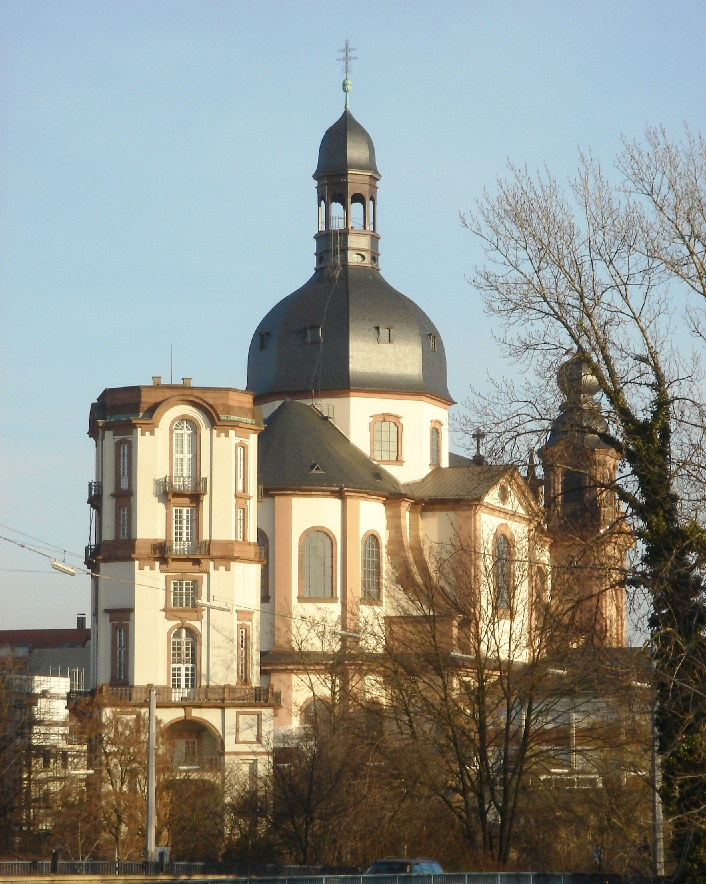
Ansicht von Westen mit der Sternwarte im Vordergrund

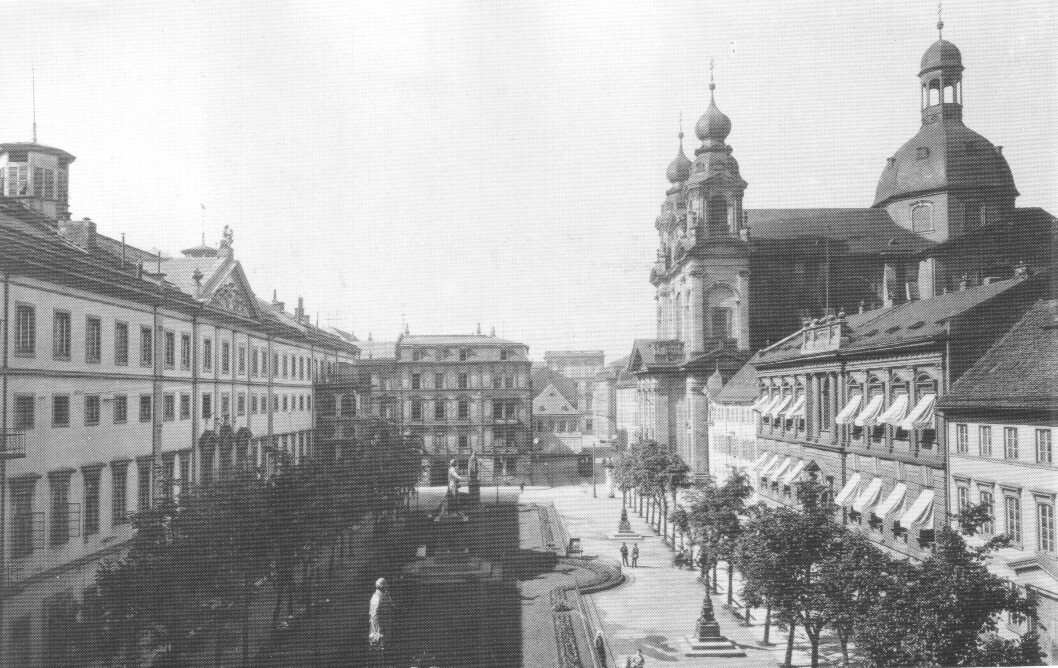
Jesuitenkirche und Nationaltheater 1900

Die bau- und kunstgeschichtliche Entstehung der Jesuitenkirche ist nur unvollständig dokumentiert. Für den Entwurf und die Bauleitung der ersten Phase zeichnete der italienische Architekt Alessandro Galli da Bibiena verantwortlich. 1746 kam der spätere Hofbaumeister Franz Wilhelm Rabaliatti hinzu. Nach dem Tod Bibienas 1748 wurde Guillaume d’Hauberat Oberbaudirektor und damit auch nominell Leiter der Arbeiten. Er starb aber bereits im Jahr darauf, so dass der Kurfürst Nicolas de Pigage berief.
Auch an der künstlerischen Ausgestaltung waren namhafte Künstler beteiligt. Die Reliefs schuf Paul Egell. Den Hochaltar und die sechs Seitenaltäre gestaltete Peter Anton von Verschaffelt. Mit den Stuckarbeiten und den Deckenfresken wurde Egid Quirin Asam aus München beauftragt. Er gestaltete die Vierungskuppel mit Szenen aus dem Leben des Ordensgründers Ignatius von Loyola, während er die Langhausdecke mit einem über 400 m2 großen Fresko ausstattete, dessen Inhalt auf das Motiv des Hochaltars Bezug nahm, nämlich die Missionsreise des heiligen Franz Xaver nach Indien. Bei dieser Arbeit verunglückte er tödlich am 29. April 1750. Die Fresken in den Zwickeln der Kuppel malte Philipp Hieronymus Brinckmann. Holzschnitzarbeiten lieferte Johann Matthäus van den Branden.
1773 hob Papst Clemens XIV. den Jesuitenorden auf und die Jesuitenkirche wurde offiziell zur Großen Hofkirche. Schon fünf Jahre später jedoch trat Kurfürst Carl Theodor sein bayerisches Erbe an und zog mit dem größten Teil des Mannheimer Hofs nach München. Ende 1781 erhielten die Lazaristen die Kirche zur Nutzung, doch 1794 wurde ihre Niederlassung in Mannheim aufgelöst. 1802 dann wurde die Jesuitenkirche Mannheimer Stadtpfarrkirche, zunächst provisorisch und ab 1804 durch den Beschluss des neuen Landesherrn Karl Friedrich von Baden endgültig, weil sie größer und in besserem Zustand war als die St.-Sebastian-Kirche. Im Dezember 1824 wurde an St. Sebastian wieder eine eigene Pfarrei errichtet. Seither bürgerten sich die Bezeichnungen Obere (Jesuitenkirche) und Untere Pfarrei (St. Sebastian) ein. Innerhalb der katholischen Kirche gehörte die Obere Pfarrei nach der Auflösung des Bistums Worms ab 1827 zum Dekanat Heidelberg im Erzbistum Freiburg, bis 1902 das Stadtdekanat Mannheim gegründet wurde.
Zum 300-jährigen Stadtjubiläum wurde die Kirche 1906 umfassend renoviert. Es entstanden die beiden Stifterfiguren des Bildhauers Thomas Buscher in der Vorhalle. Im Zweiten Weltkrieg erlitt der Kirchenbau durch britisch-amerikanische Luftangriffe schwere Schäden, besonders im Chor und im Kuppelraum. Dabei wurden auch Teile der Ausstattung zerstört oder beschädigt. Nach dem Krieg entschloss man sich die Kirche in ihrem historischen Stil wiederherzustellen. Unter der Leitung von Anton Ohnmacht und Hans Rolli erfolgte der Wiederaufbau und am 6. November 1960 durch Erzbischof Hermann Schäufele die feierliche Konsekration. Seit 1947 sind auch wieder Jesuiten in Mannheim tätig. Zwischen 1986 und 2004 wurden weitere Rekonstruktionen im Inneren der Kirche durchgeführt, insbesondere der marmorne Hochaltar im Jahr 1997 sowie die kurfürstlichen Hoflogen. Infolge der Abwanderung der Bevölkerung aus der Innenstadt und der schwindenden Zahl von Gläubigen wurden am 1. September 2005 die drei Innenstadtpfarreien der Oberen und Unteren Pfarrei sowie der Liebfrauenkirche zu einer Seelsorgeeinheit zusammengefasst.

## Beschreibung

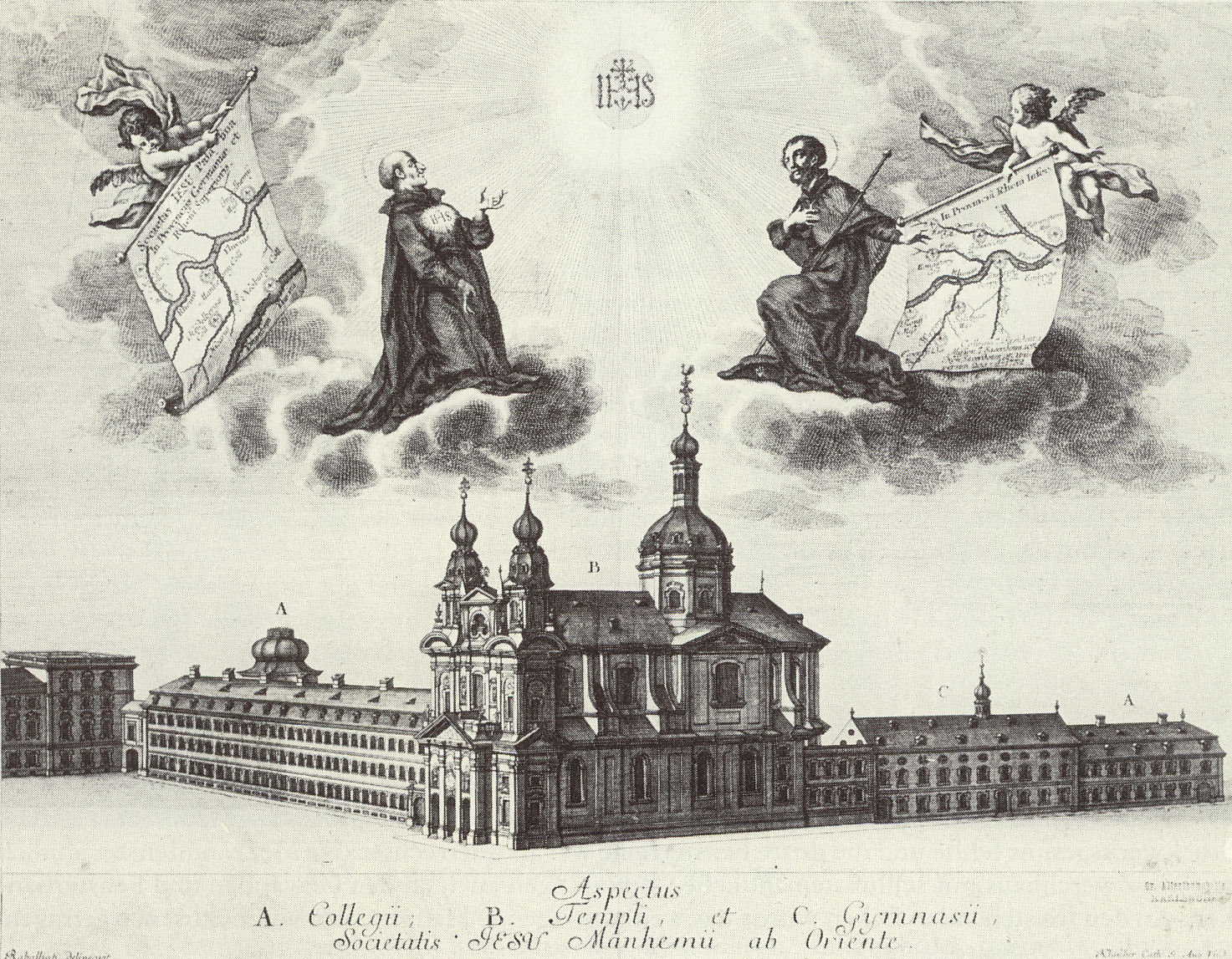
Jesuitenkirche und -kolleg 1753
Am linken Rand ist das Schloss zu erkennen. Das Kolleg existiert heute nicht mehr.

### Architektur

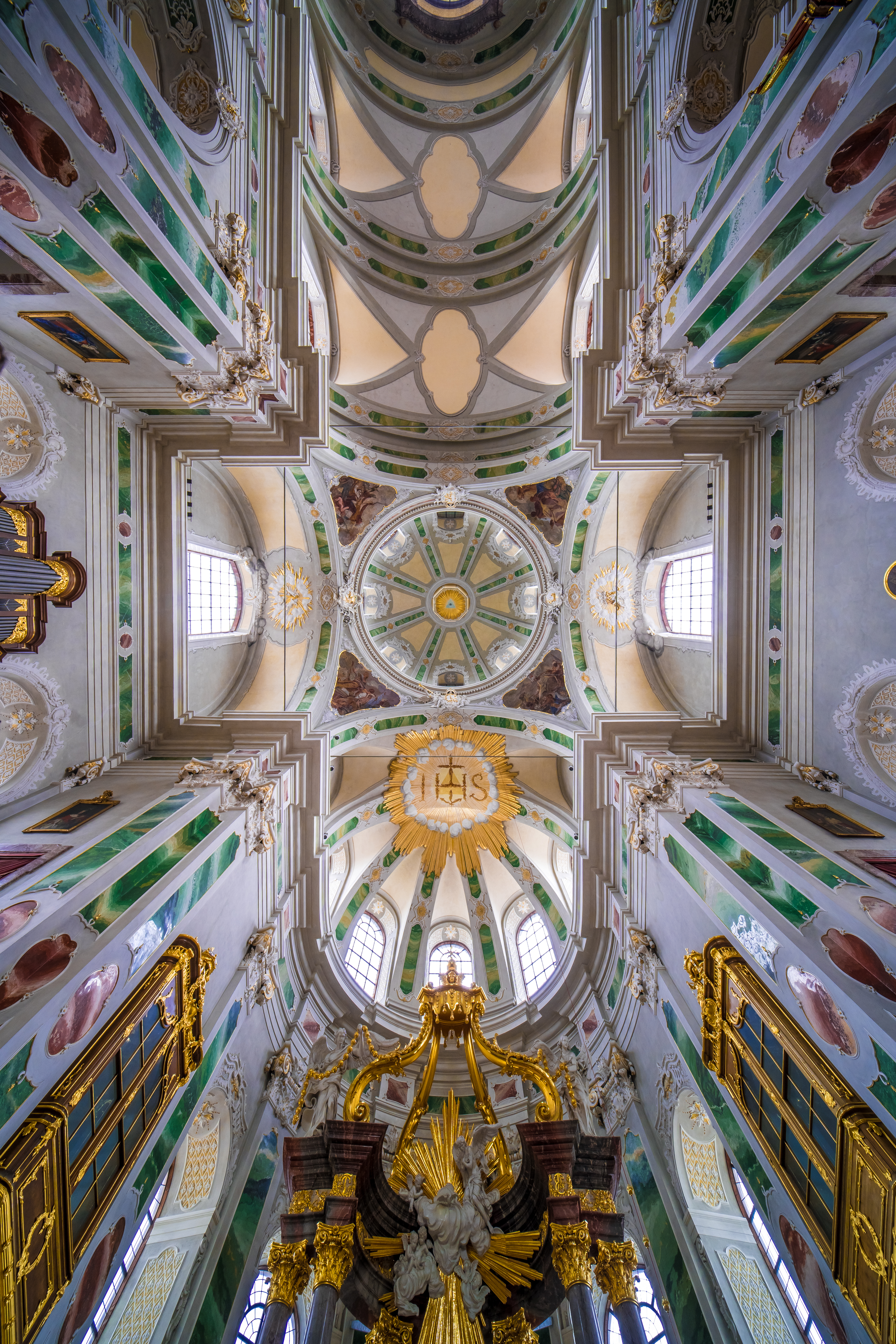
Senkrechter Blick nach oben in der Jesuitenkirche Mannheim

Die Jesuitenkirche steht gegenüber der nordwestlichen Ecke des Schlosses. Ursprünglich bestand mit dem Kolleggebäude eine direkte Verbindung zwischen dem Schloss und der Kirche. Es wurde allerdings 1901 zum Teil abgerissen, um Platz für die Weiterführung der Bismarckstraße und das Amtsgerichtgebäude zu schaffen. Der nördliche Turm ist Endpunkt der Sichtachse der östlich verlaufenden Straße durch die A- und B-Quadrate. Markant sind am Außenbau vor allem die zweitürmige Schaufassade aus rotem Sandstein sowie die mächtige, 75 Meter hohe Vierungskuppel. Die Längs- und Rückseiten sind einfach gehalten und hell verputzt. Der rechteckige Grundriss ist etwa 74 Meter lang und 29 Meter breit. Die Gestalt der Kirche lehnt sich an Il Gesù in Rom an, die Mutterkirche des Jesuitenordens.

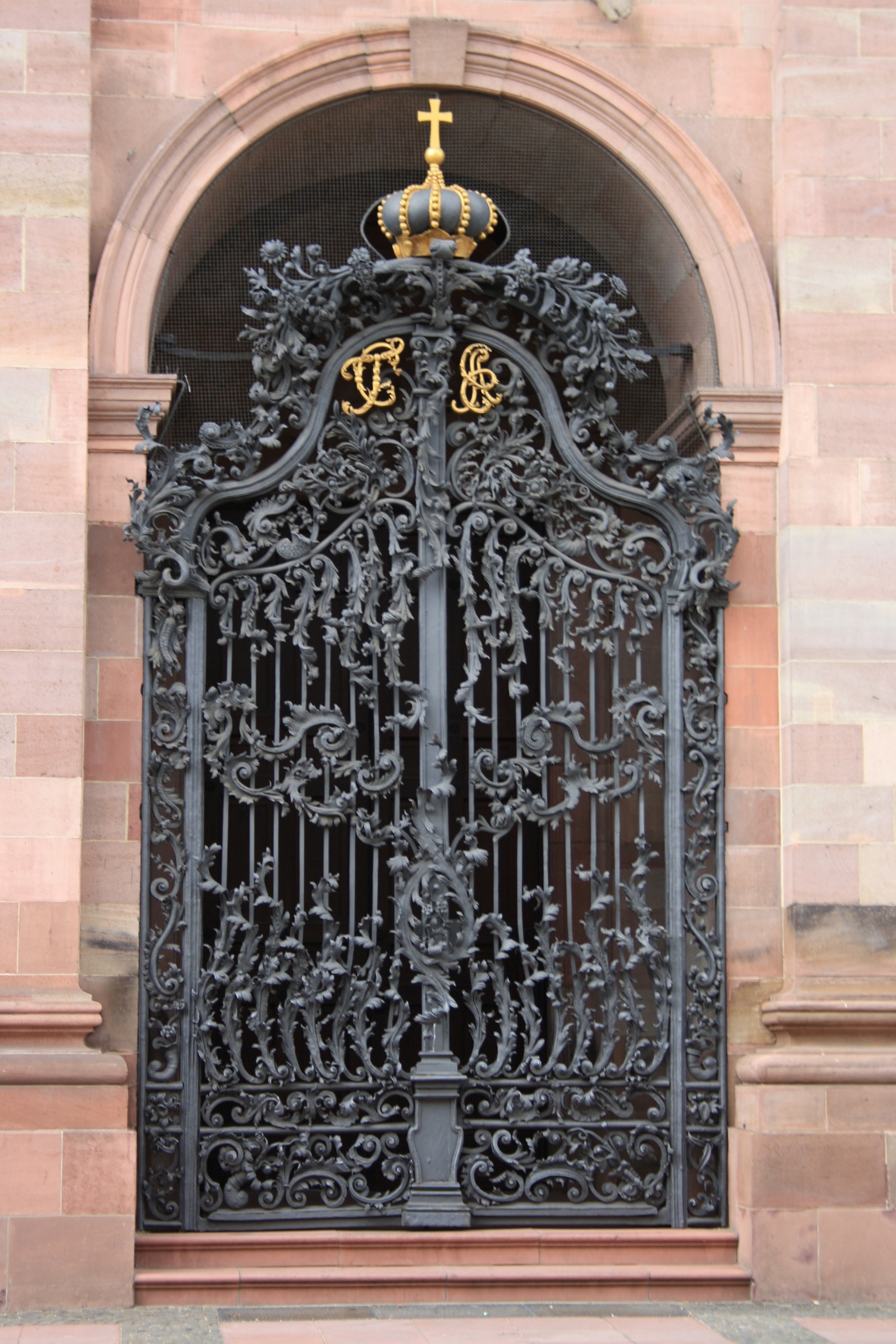
Gittertor
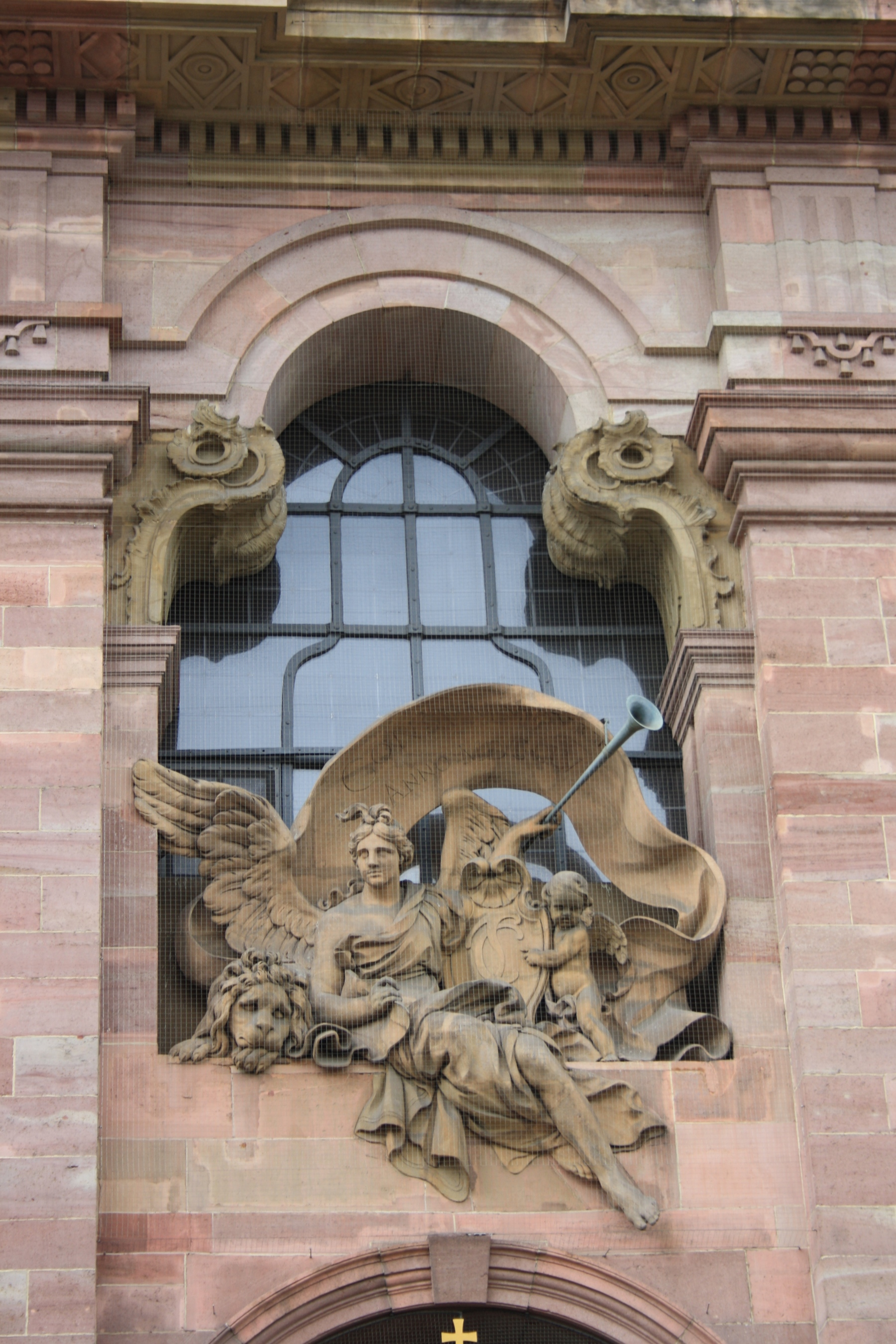
„Fama“
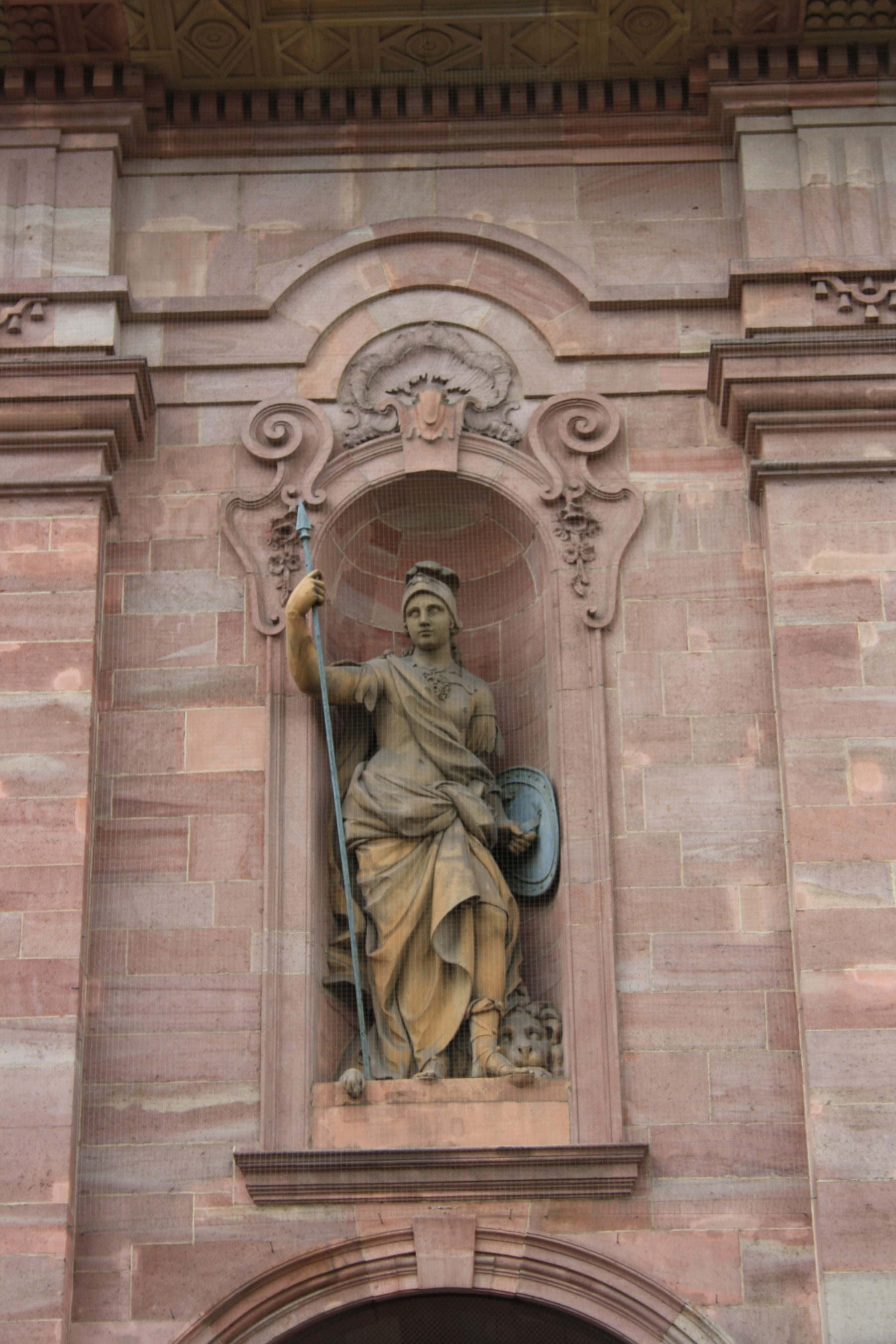
Kardinalstugend „Tapferkeit“

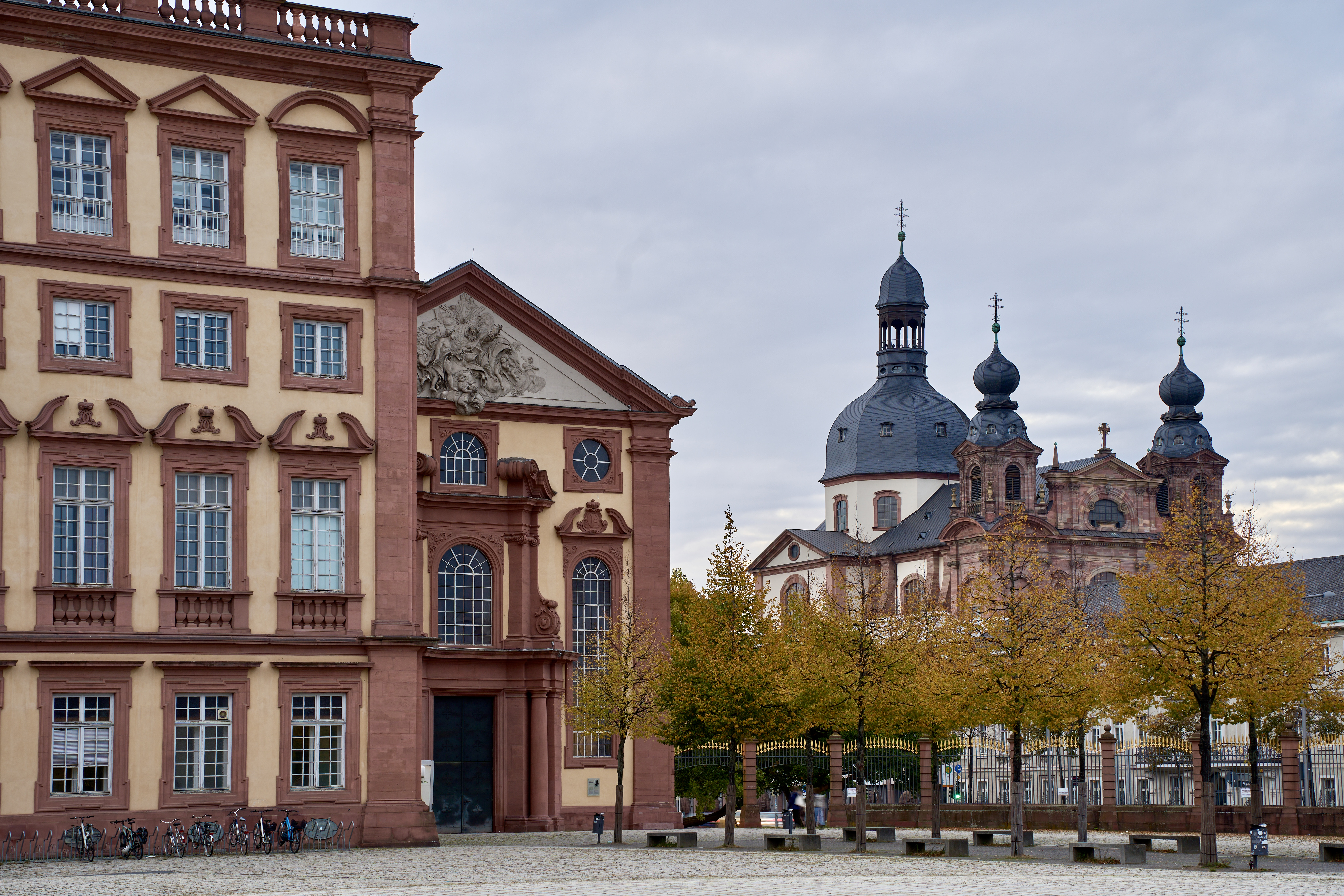
Blick auf die Jesuitenkirche vom Ehrenhof des Mannheimer Barockschlosses aus

Die prunkvoll gestaltete Fassade im Osten hat einen dreiachsigen Vorbau mit drei rundbogigen Portalöffnungen. Sie sind mit reich verzierten schmiedeeisernen Gittertoren des Mannheimer Schlossermeisters Philipp Reinhard Sieber verschlossen. Das mittlere ist mit dem Kurhut gekrönt und den Monogrammen von Kurfürst Carl Theodor und seiner Gattin Elisabeth Augusta verziert. Im Fenster darüber sitzt die von Peter Anton von Verschaffelt gestaltete Fama. Zu ihrer Rechten kauert ein Löwe, zu ihrer Linken ein Putto mit dem Monogramm Carl Theodors und darüber wölbt sich ein breit geschwungenes Band mit der Inschrift „COMSUMAVIT ANNO MDCCLV“. Über den beiden Seitenportalen sowie am Obergeschoss stehen Statuen, die die vier Kardinaltugenden darstellen. Der Vorbau schließt mit einem Giebelrelief des bedeutenden Barockbildhauers Paul Egell. Es zeigt das Christusmonogramm IHS mit Strahlenkranz und darunter auf Wolken betende und jubilierende Engel. Die Fassade darüber ist analog zum Vorbau gegliedert. Das Mittelteil endet mit einem Dreiecksgiebel, von Obelisken begleitet und mit einem Kreuz mit Strahlenkranz gekrönt. Die beiden Glockentürme sind an den Ecken mit Vasen verziert, die wie die menschlichen Masken an den Glockenstuben der Bildhauer Bitterich schuf. Bedeckt sind die Türme von mit Patriarchenkreuzen gekrönten Zwiebeldächern. Die achteckige Kuppel wurde beim Wiederaufbau nach dem Zweiten Weltkrieg etwas an die beiden Glockentürme angeglichen, indem das Hauptgesims erhöht wurde. Sie mündet in eine ebenfalls mit einem Patriarchenkreuz versehene Laterne.

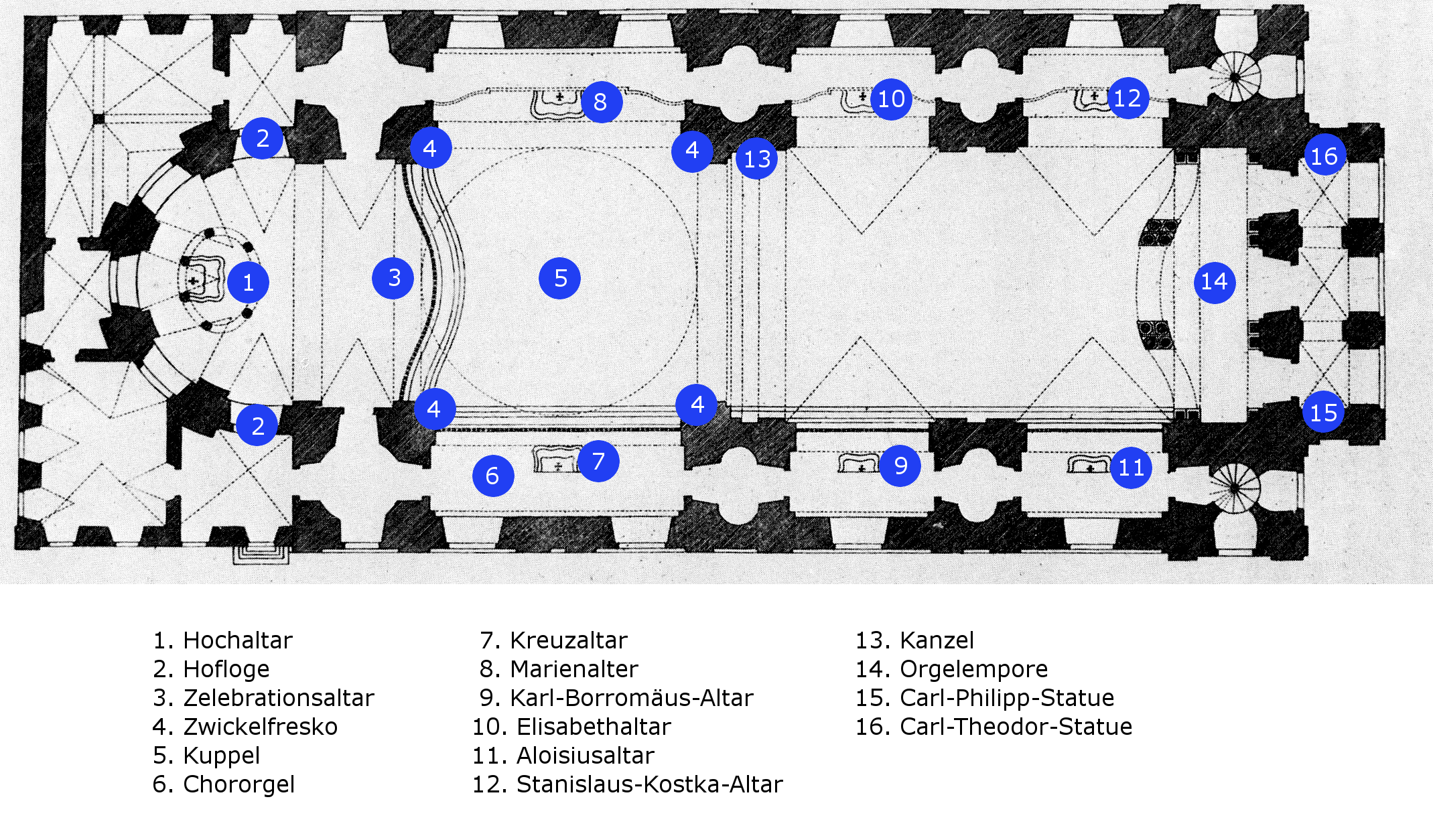
Grundriss

### Ausstattung
Der durch Stuckmarmorpilaster gegliederte Innenraum ist ganz in einem späten Barockstil gestaltet. Trotz der Weltkriegsschäden ist die Kirche auch heute noch reich an barocken Kunstwerken. 

#### Seitenaltäre, Statuen, Bilder und Kanzel
Von Verschaffelt haben sich die sechs Seitenaltäre erhalten sowie die Weihwasserbecken. Die ersten beiden Altäre sind dem hl. Aloisius von Gonzaga und dem hl. Stanislaus Kostka geweiht. Die beiden mittleren den Namenspatronen des Kurfürstenpaars, Karl Borromäus und der hl. Elisabeth von Thüringen. Die Altarblätter der vier Altäre malte Lambert Krahe. Am Kreuzaltar, links im angedeuteten Querschiff, wurden die Engel mit den Kreuzigungswerkzeugen rekonstruiert. Am rechten Marienaltar wurden Statuen der beiden Kirchenpatrone nachträglich aufgestellt, um ein optisches Gegengewicht zu den Kreuzigungsengeln zu schaffen. Ursprünglich waren auch hier Engelfiguren vorgesehen, die allerdings nicht verwirklicht wurden. Die Altarblätter an diesen beiden Altären malten Felix Anton Besoldt und Philipp Hieronymus Brinckmann.

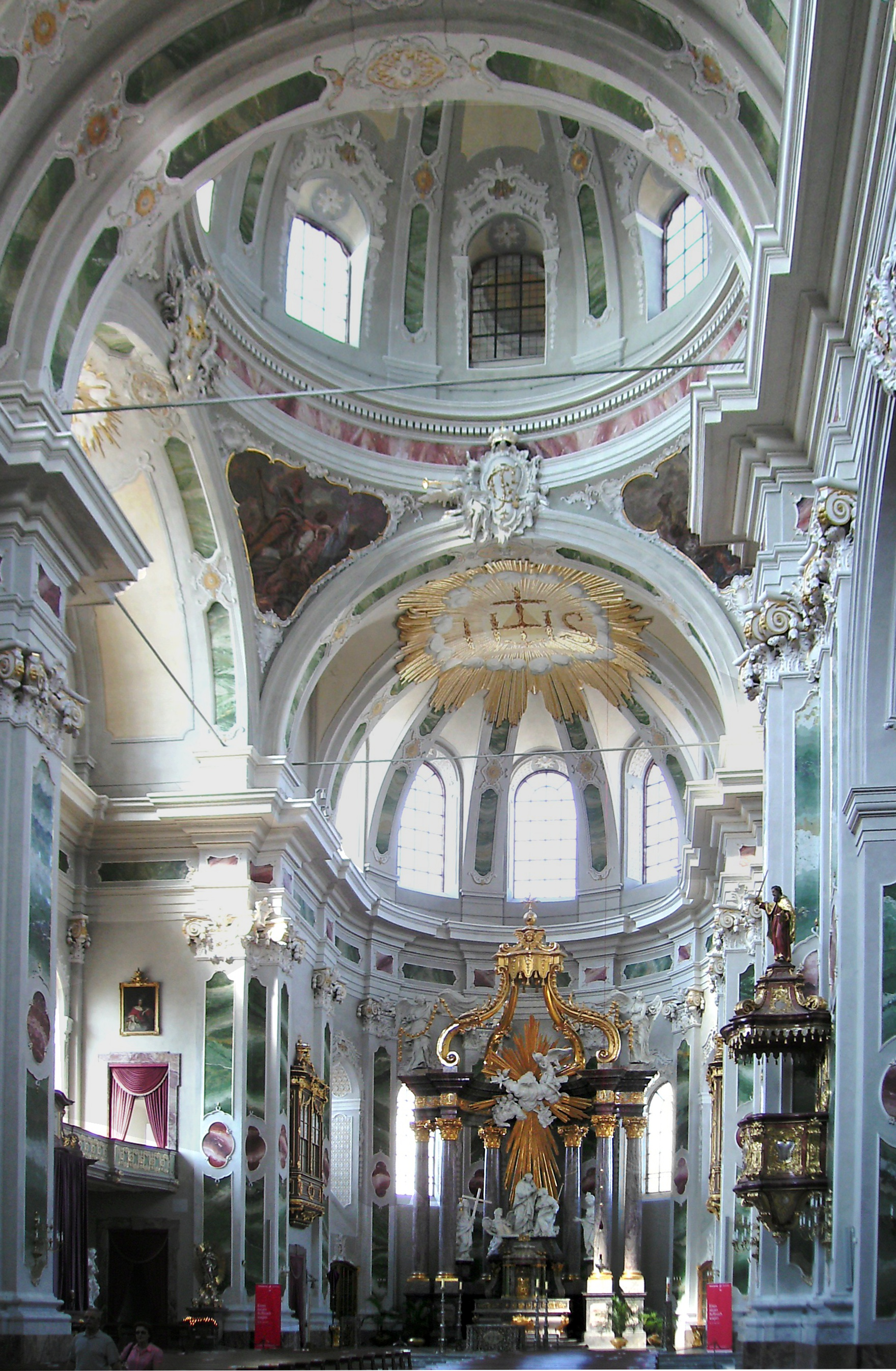
Innenansicht
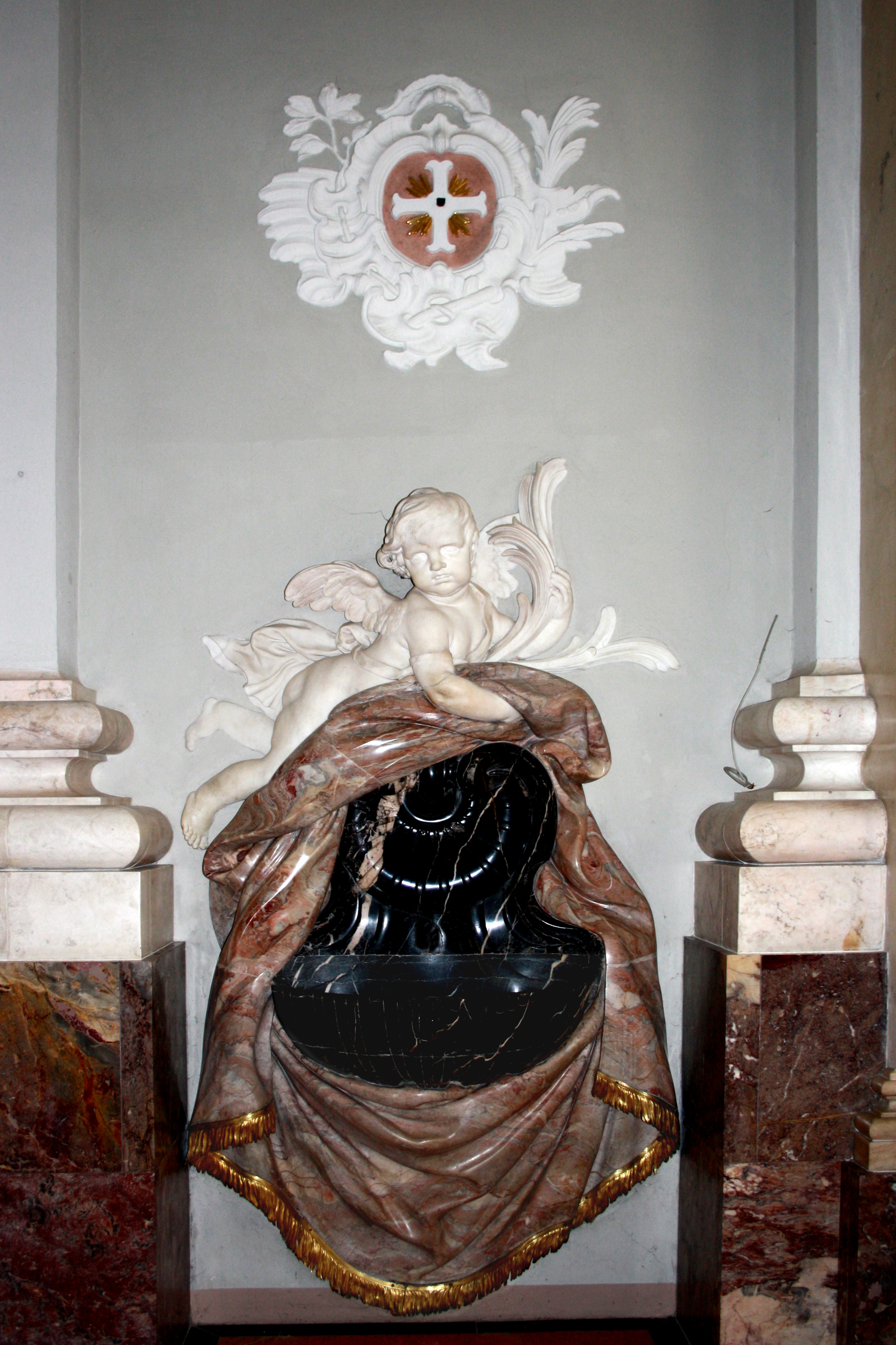
Weihwasserbecken
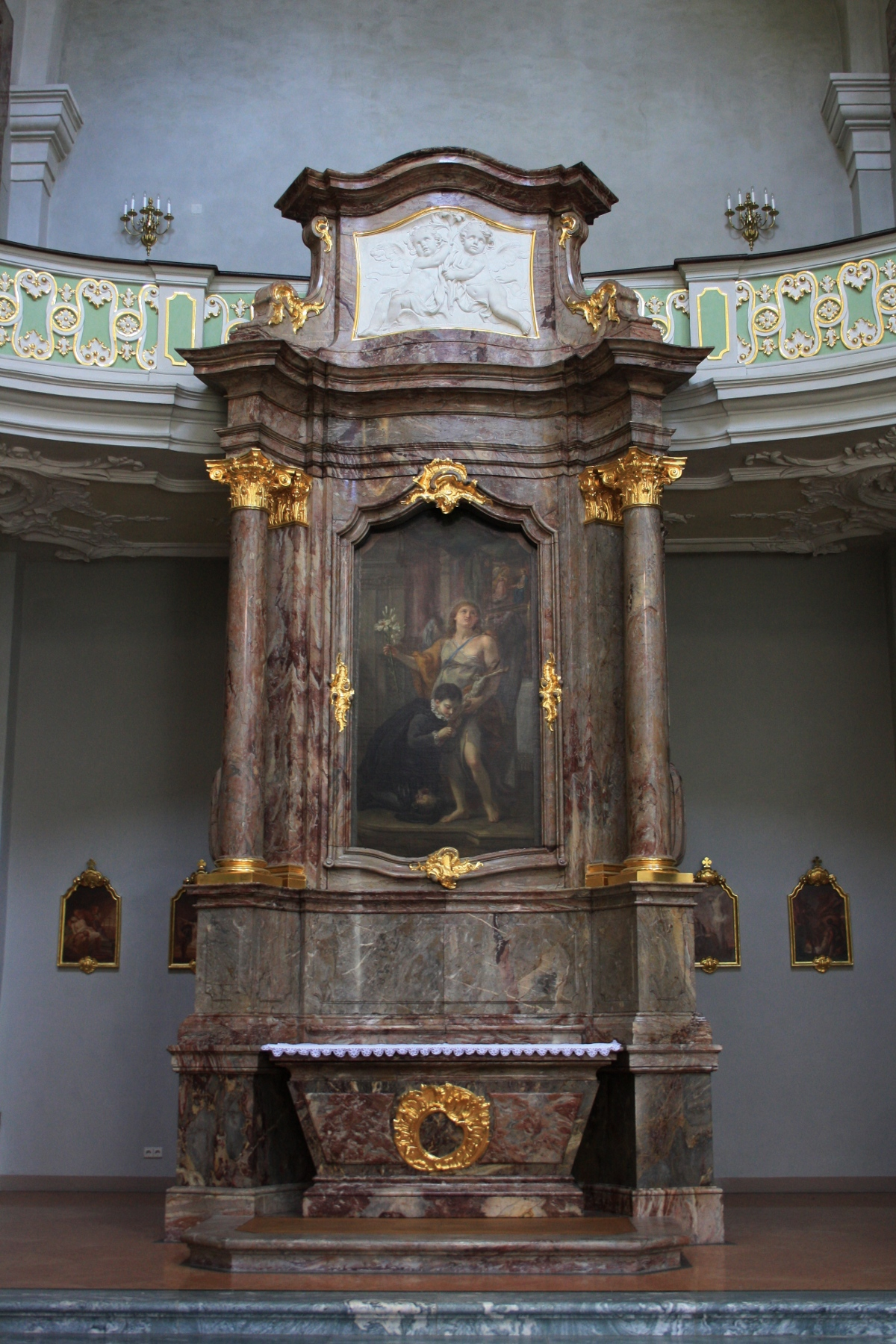
Aloisiusaltar
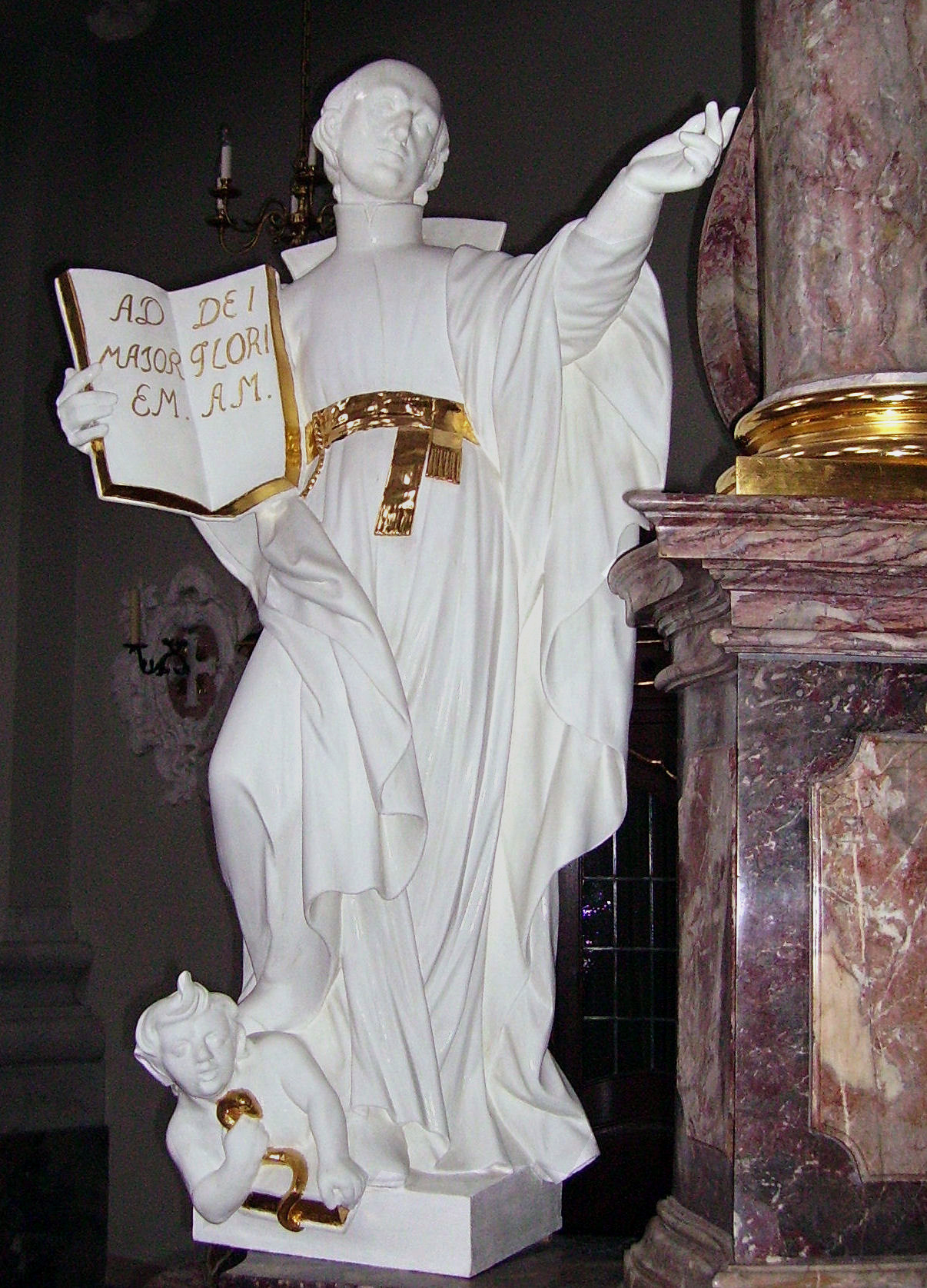
Ignatius von Loyola
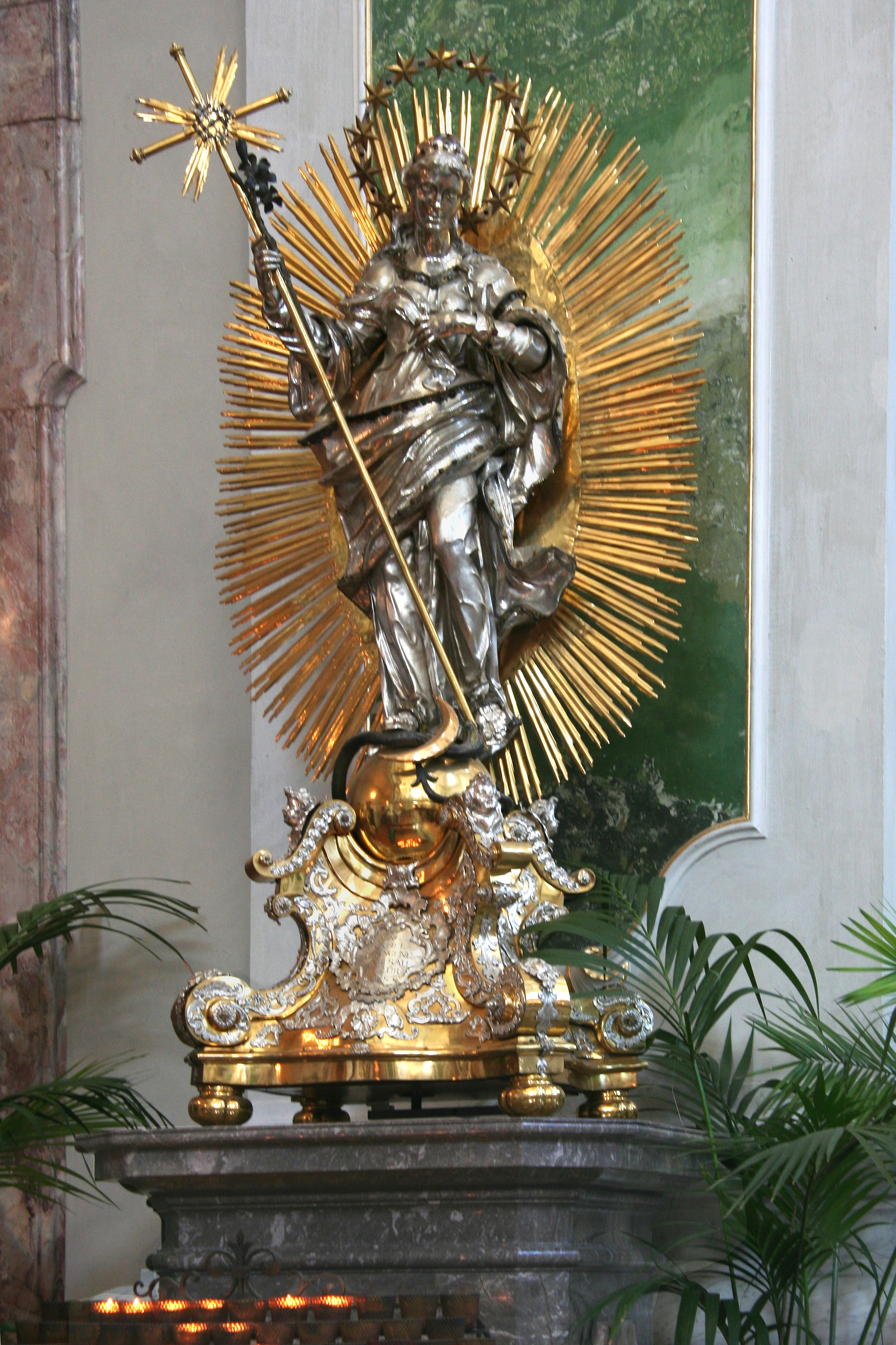
Immaculata

In den Zwickeln unter der Kuppel finden sich vier Erdteilfresken von Philipp Hieronymus Brinckmann. Die zerstörten Fresken von Egid Quirin Asam in der Kuppel und im Langhaus wurden nicht wieder hergestellt. Die Beichtstühle hingegen wurden wie die Kurfürstenlogen rekonstruiert. Die bedeutendste Skulptur ist die 1747 von dem Augsburger Silberschmied Joseph Ignaz Saler nach einem Entwurf von Paul Egell geschaffene Immaculata, eine aus Silber getriebene Madonna im Strahlenkranz. Sie stand zunächst in der Kirche der Marianischen Männersodalität und kam nach deren Schließung 1803 in die Jesuitenkirche. Die heutige Kanzel wurde erst nach dem Krieg angebracht. Sie wurde 1753 geschaffen und stammt ursprünglich aus der Heidelberger Karmeliterkirche. Auf dem Schalldeckel steht eine Statue des hl. Paulus. Den aus Ölgemälden bestehenden Kreuzweg malte Waldemar Kolmsperger 1937 nach alten Vorlagen. In der Vorhalle stehen zwei Denkmäler der Kirchenerbauer Carl Philipp und Carl Theodor von Thomas Buscher aus dem Jahr 1906.

"
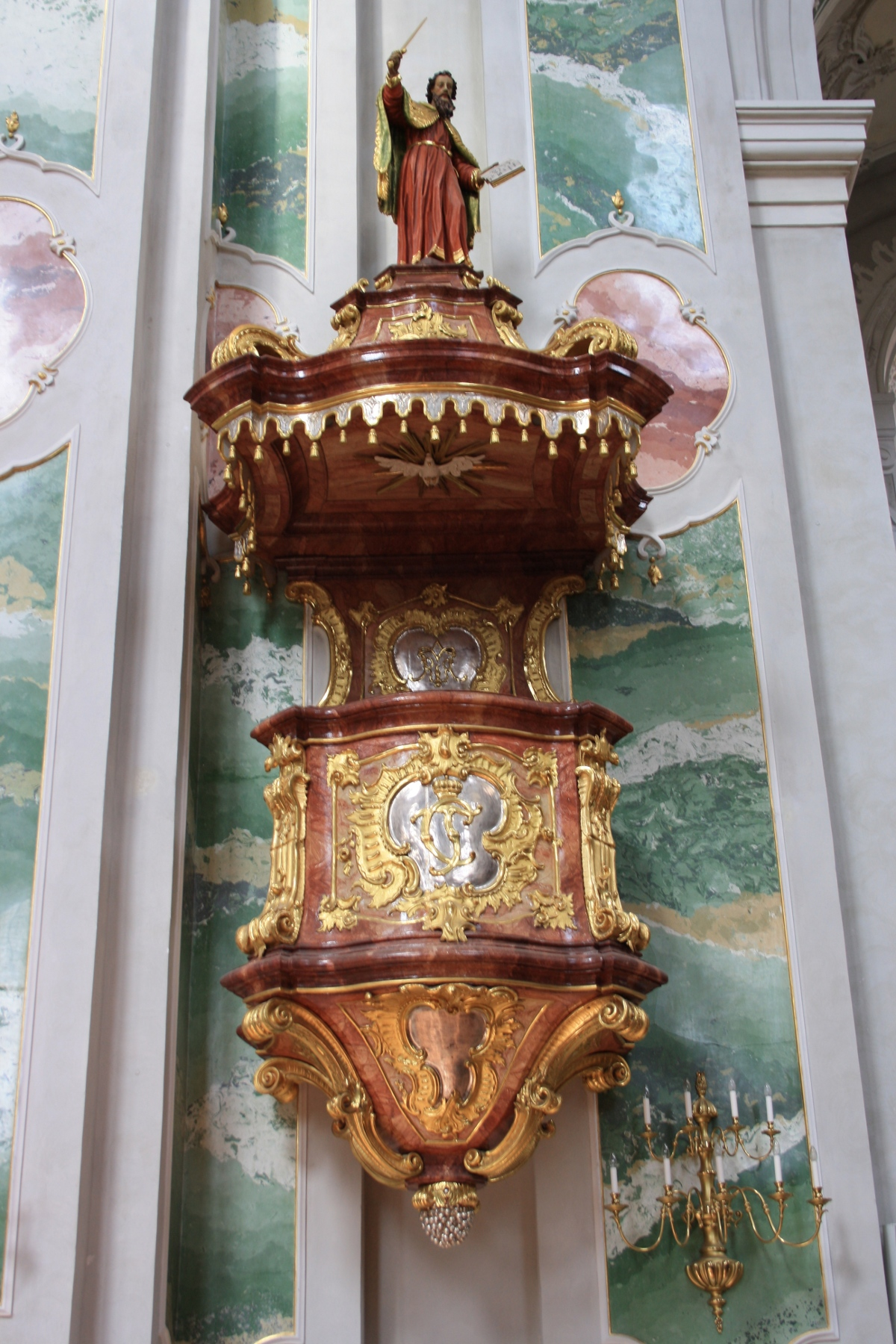
Kanzel
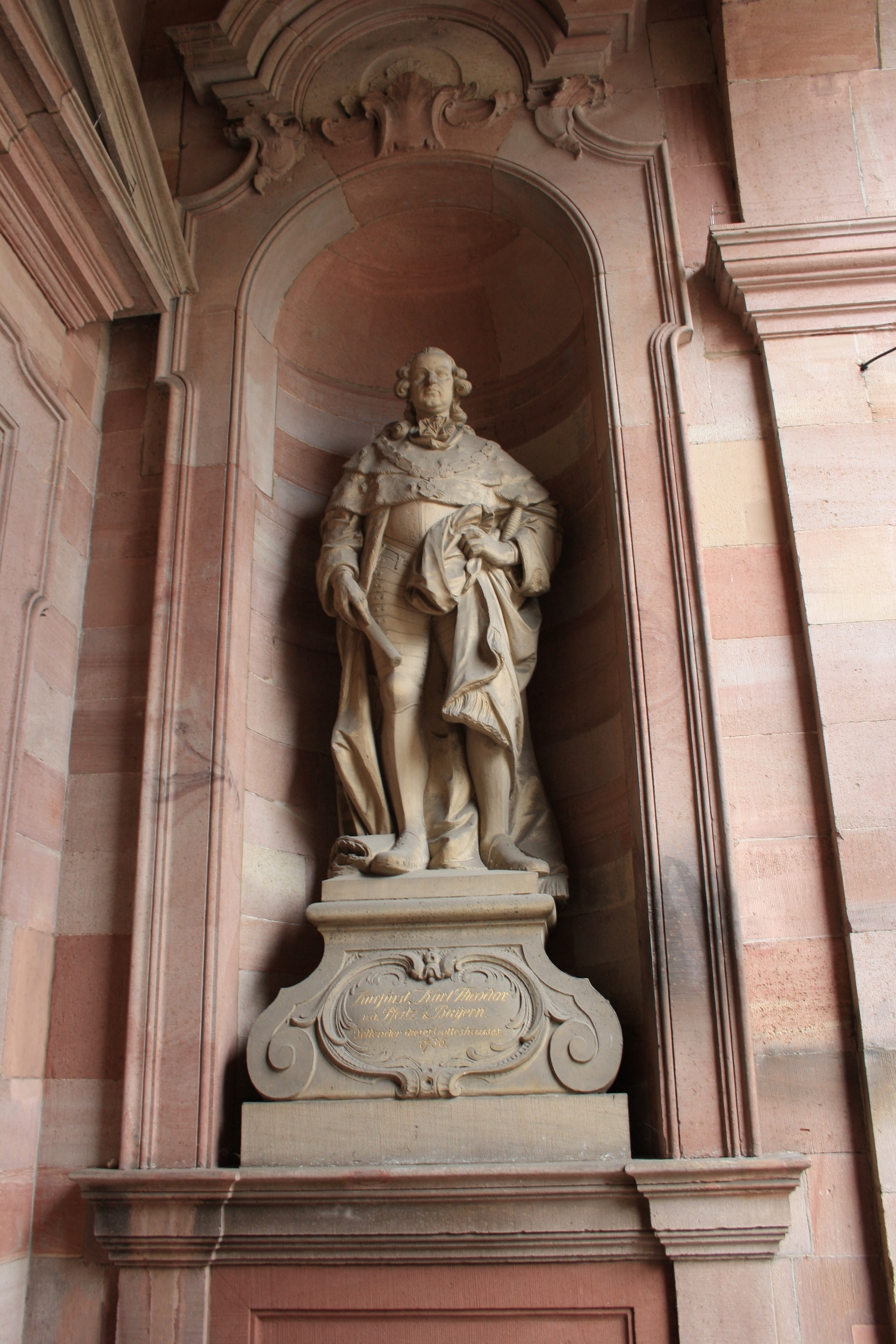
Carl-Theodor-Statue
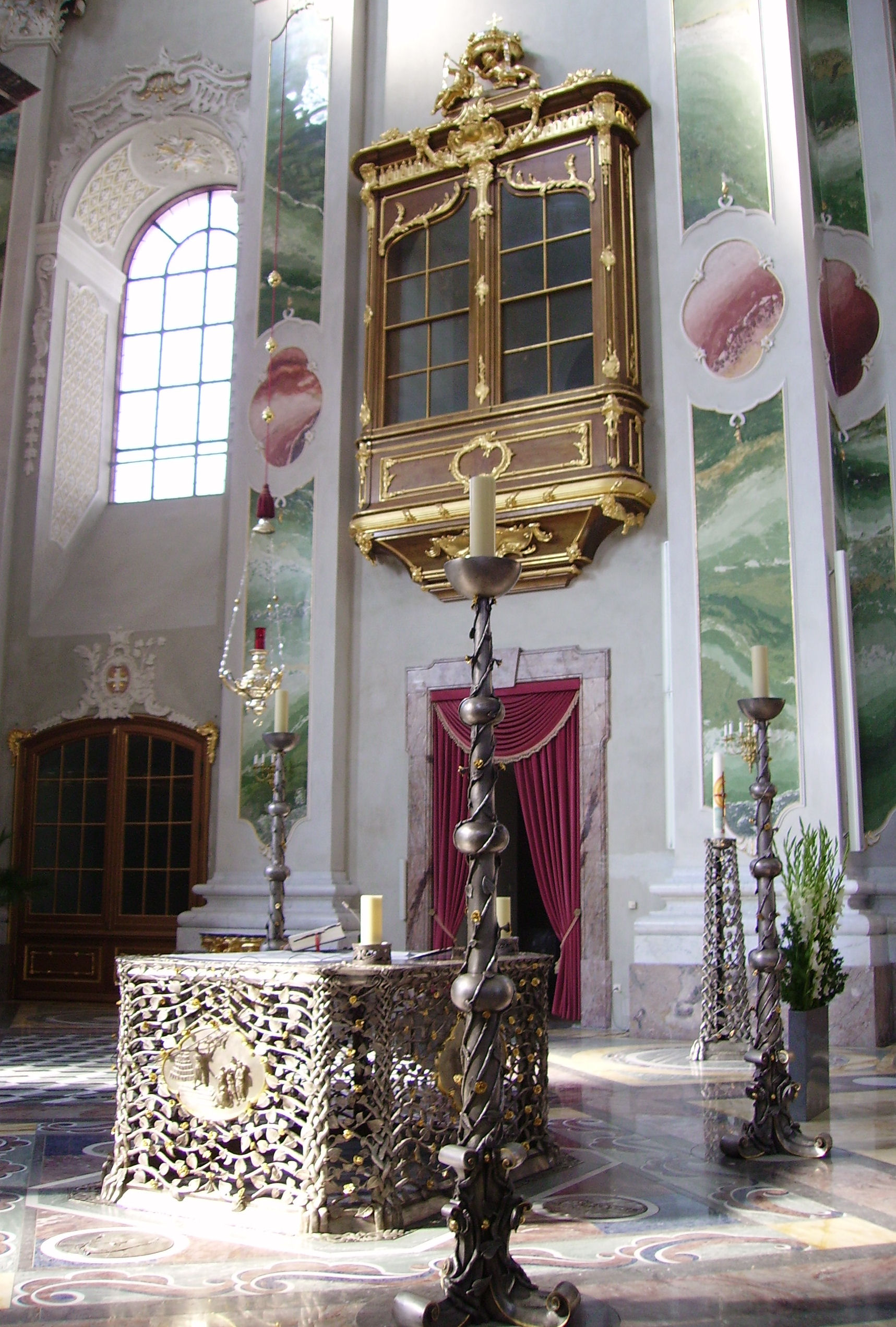
Zelebrationsaltar und Hofloge
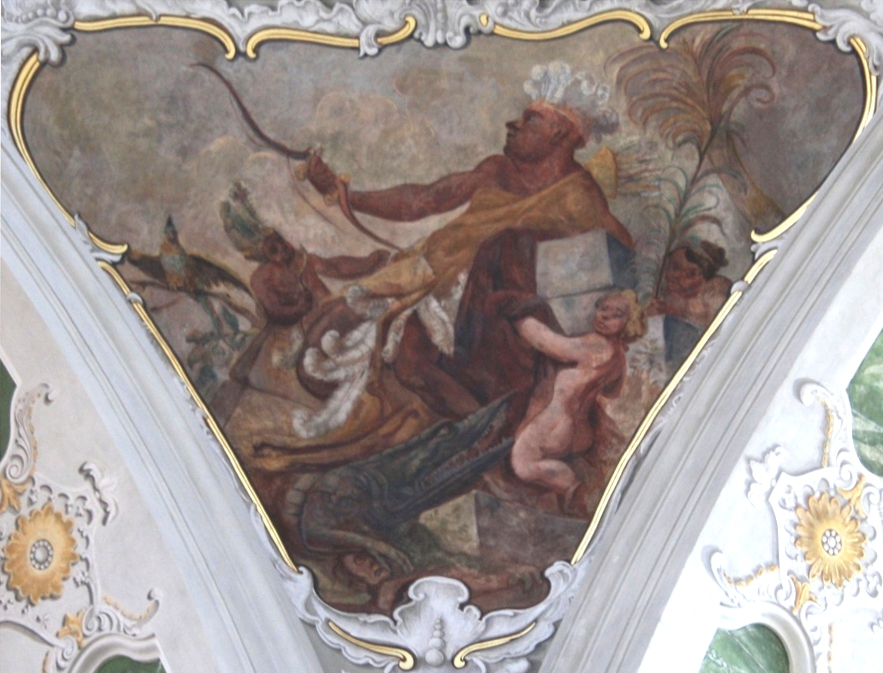
Zwickelfresko „Amerika“

#### Hochaltar
Der knapp 20 Meter hohe, prachtvolle Hochaltar wurde rekonstruiert und 1997 geweiht. Den ursprünglichen Hochaltar hatte Paul Egell geplant. Nach seinem Tod verwirklichte Verschaffelt unter Abänderung von Details den Altar. Nach der Zerstörung im Zweiten Weltkrieg war das Landesdenkmalamt gegen eine originalgetreue Wiederherstellung, die anhand von Fotos „unmöglich“ sei, stimmte aber einer „schöpferischen Kopie“ zu. Sechs Marmorsäulen tragen einen Architrav. Darüber vereinigen sich Voluten zu einem Baldachin. Seitlich stehen zwei girlandentragende Engel. Unter dem Baldachin erscheint der Strahlenkranz mit Engeln und Putten. Darunter stehen die Heiligen Ignatius und Franz Xaver mit einem Engel. Zu den Seiten stehen zwei weitere Statuen, die den personifizierten Glauben und Asien verkörpern. Davor steht das Tabernakelhaus. Hier konnten bei der Rekonstruktion einige Originalfragmente wie das Lamm Gottes und die Tür eingearbeitet werden. Der Lahnmarmor wurde wie beim Original aus einem bereits stillgelegten Steinbruch in Villmar gewonnen. Die girlandentragen Engel schuf Hatto Zeidler, die übrigen Figuren Friedrich Mayet.

#### Zelebrationsaltar
Um den Anforderungen an die Liturgie nach dem Zweiten Vatikanischen Konzil Rechnung zu tragen, wurde nach der Rekonstruktion des Hochaltars der Chorraum neu gestaltet. Klaus Ringwald schuf aus Silber und Bronze einen Zelebrationsaltar als blühende Rosenhecke mit 748 geschmiedeten Blüten, der durch die neue Gestaltung des Bodens und vier übergroße Leuchter ein eigenes Gewicht erhält. Die Ranken an seinen vier Seiten umschließen je ein Medaillon mit neutestamentlichen Darstellungen: die Taufe Jesu im Jordan, die Kreuzigung, das Pfingstwunder und der Ostermorgen. Damit korrespondierend sind im neuen Marmorboden des Chorraums sind 4 Silbermedaillons eingelassen, Pater Alfred Delp, Papst Johannes XXIII., Prälat Joseph Bauer und die Weiheplakette des neuen Zelebrationsaltars. Im Boden des Hauptschiffs in der Nähe des Chorraums in der Vierung ist es eine Gedenkplatte mit dem Namen des langjährigen Pfarrers der Jesuitenkirche und Mannheimer Ehrenbürgers Joseph Bauer und im Eingangsbereich im Mittelgang sind es die Namen der Jesuiten, die in der Krypta der Jesuitenkirche beigesetzt wurden.

### Orgeln

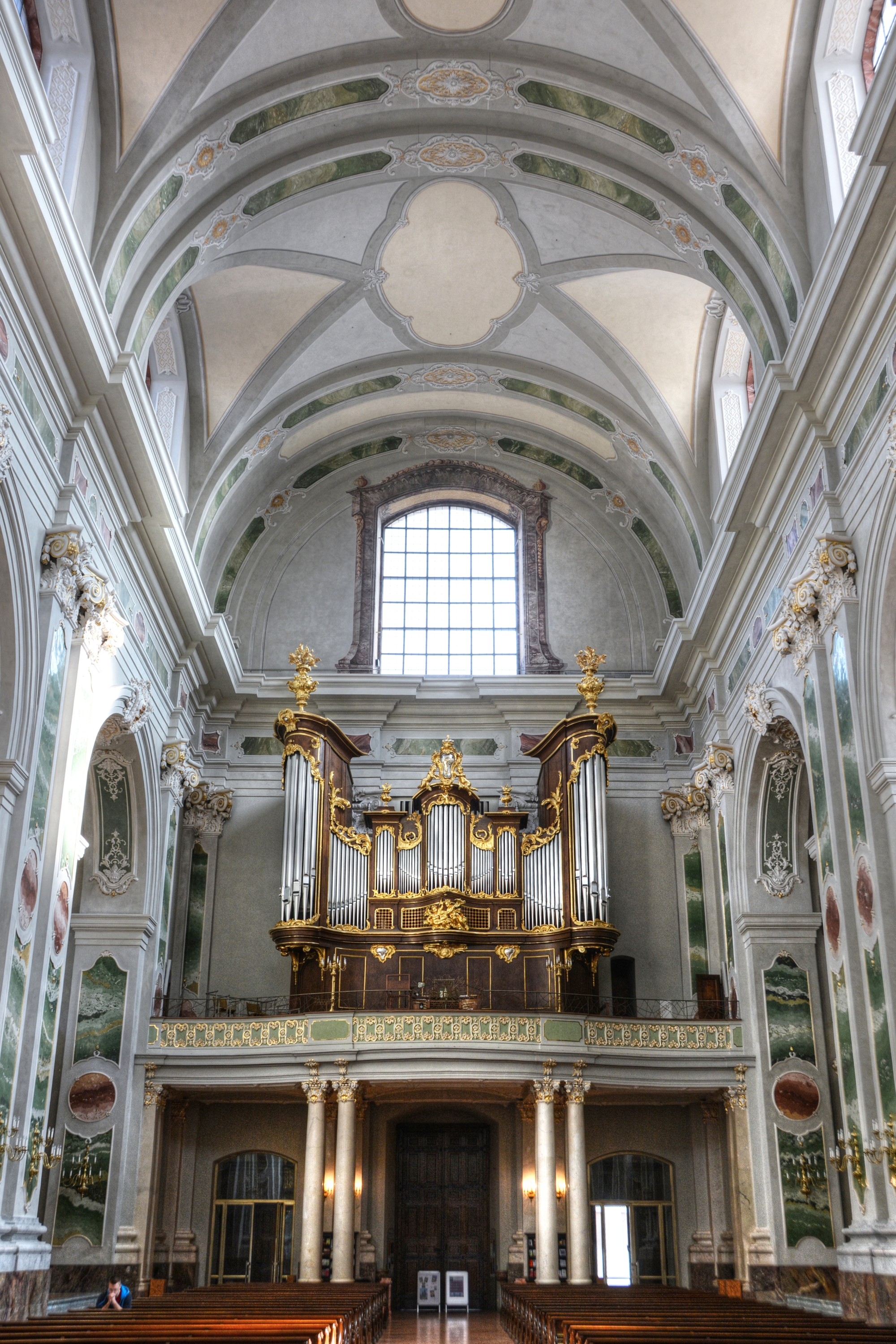
Rückraum mit Hauptorgel

Das Gehäuse der Hauptorgel auf der Westempore ist nach einem Entwurf des kurpfälzischen Hofbildhauers Paul Egell gefertigt. Es überstand die Bombardierung durch eine splittersichere Verschalung nur wenig beschädigt und wurde 1952 instand gesetzt. 1965 wurde ein Instrument der Orgelbauwerkstätte Johannes Klais, Bonn, eingebaut, das 2004 klanglich optimiert wurde. Das Instrument hat vier Manuale und Pedal mit folgender Disposition:
| I Positiv C–g3 |                |        |
| 01.            | Principal      | 08′    |
| 02.            | Rohrgedackt    | 08′    |
| 03.            | Oktav          | 04′    |
| 04.            | Blockflöte     | 04′    |
| 05.            | Waldflöte      | 02′    |
| 06.            | Larigot        | 01 ⁄3′ |
| 07.            | Cornett V      | 0      |
| 08.            | Scharff III–IV | 0      |
| 09.            | Dulcian        | 16′    |
| 10.            | Krummhorn      | 08′    |
|                | Tremulant      |        |

| II Hauptwerk C–g3 |            |        |
| 11.               | Principal  | 16′    |
| 12.               | Principal  | 08′    |
| 13.               | Gemshorn   | 08′    |
| 14.               | Gamba      | 08′    |
| 15.               | Octav      | 04′    |
| 16.               | Hohlflöte  | 04′    |
| 17.               | Quinte     | 02 ⁄3′ |
| 18.               | Superoctav | 02′    |
| 19.               | Mixtur IV  |        |
| 20.               | Trompete   | 16′    |
| 21.               | Trompete   | 08′    |

| III Echowerk C–g3 |             |        |
| 22.               | Holzgedackt | 8′     |
| 23.               | Quintade    | 8′     |
| 24.               | Principal   | 4′     |
| 25.               | Rohrflöte   | 4′     |
| 26.               | Nasard      | 2 ⁄3′  |
| 27.               | Oktav       | 2′     |
| 28.               | Terz        | 1 3⁄5′ |
| 29.               | Sifflet     | 1′     |
| 30.               | Acuta IV    |        |
| 31.               | Vox humana  | 8′     |
| 32.               | Oboe        | 8′     |
|                   | Tremulant   |        |

| IV Schwellwerk C–g3 |                        |     |
| 33.                 | Pommer                 | 16′ |
| 34.                 | Geigenprincipal        | 08′ |
| 35.                 | Holzflöte              | 08′ |
| 36.                 | Gambe                  | 08′ |
| 37.                 | Vox coelestis          | 08  |
| 38.                 | Octav                  | 04′ |
| 39.                 | Holztraverse           | 04′ |
| 40.                 | Querflöte              | 02′ |
| 41.                 | Septsesquialter II–III |     |
| 42.                 | Mixtur V               |     |
| 43.                 | Fagott                 | 16′ |
| 44.                 | Trompette harmonique   | 08′ |
| 45.                 | Clairon                | 04′ |
|                     | Tremulant              |     |

| Pedal C–f1 |                    |         |
| 46.        | Untersatz          | 32′     |
| 47.        | Principal          | 16′     |
| 48.        | Subbaß             | 16′     |
| 49.        | Zartbaß            | 16′     |
| 50.        | Quinte             | 10 2⁄3′ |
| 51.        | Holzoctav          | 08′     |
| 52.        | Bartpfeife         | 08′     |
| 53.        | Choralflöte        | 04′     |
| 54.        | Großsesquialter II |         |
| 55.        | Hintersatz IV      | 02 ⁄3′  |
| 56.        | Posaune            | 16′     |
| 57.        | Trompete           | 08′     |
| 58.        | Clarine            | 04′     |
| 59.        | Cornett            | 02′     |

- Nebenzüge: Zimbelstern
- Koppeln: I/II, III/II, IV/II, III/I, IV/I, IV/III, Sub IV/IV, I/P, II/P, III/P, IV/P
- Spielhilfen: 2 Freie Kombinationen, 1 Freie Pedalkombination, Crescendowalze, Zungeneinzelabsteller, elektronische Setzeranlage

Auf der linken Seitenempore befindet sich die Chororgel. Ihr Gehäuse stammt von einem anonymen Kunstschreiner, der es 1751/52 für die katholische Kirche in Fürth im Odenwald anfertigte. 1961 wurde es nach Mannheim überführt und enthält die auf 16 Register reduzierte, ursprünglich 1952 erbaute Nachkriegsorgel der Firma Carl Hess aus dem Egell-Gehäuse.

### Glocken
Die 1754 von Johann Michael Steiger gegossene Glocke Francisca ist nach der 1669 gegossenen Wallonenglocke in der Konkordienkirche die zweitgrößte Barockglocke Mannheims. Sie wurde 1956 von Friedrich Wilhelm Schilling um fünf, 1975 durch die Heidelberger Glockengießerei um weitere zwei Glocken ergänzt. Die acht Glocken sind auf beide Türme verteilt; im Südwestturm hängen die beiden großen, im Nordostturm die übrigen sechs Glocken. Die Glockenstühle waren, ebenso wie die Joche, bis zum Jahr 2009 aus Stahl und wurden Ende 2009 durch zwei hölzerne Glockenstühle und neue Holzjoche ersetzt. Auch die alten Klöppel wurden durch neue ersetzt.
| Nr. | Name           | Gussjahr | Gießer                       | Ø (mm) | Gewicht (kg) | Ton (16tel) |
| --- | -------------- | -------- | ---------------------------- | ------ | ------------ | ----------- |
| 1   | Michael        | 1956     | F. W. Schilling              | 2023   | 4935         | g0 +4       |
| 2   | Ignatius       | 1956     | F. W. Schilling              | 1671   | 2772         | b0 +7       |
| 3   | Josef          | 1956     | F. W. Schilling              | 1477   | 1921         | c1 +5       |
| 4   | Francisca      | 1754     | J. M. Steiger                | 1275   | ~1400        | es1 +7      |
| 5   | Maria          | 1956     | F. W. Schilling              | 1094   | 857          | f1 +7       |
| 6   | Nikolaus       | 1956     | F. W. Schilling              | 1006   | 700          | g1 +8       |
| 7   | Carl Borromäus | 1975     | Heidelberger Glockengießerei | 892    | 511          | b1 +8       |
| 8   | Elisabeth      | 1975     | Heidelberger Glockengießerei | 790    | 362          | c2 +8       |

## Gemeindeleben

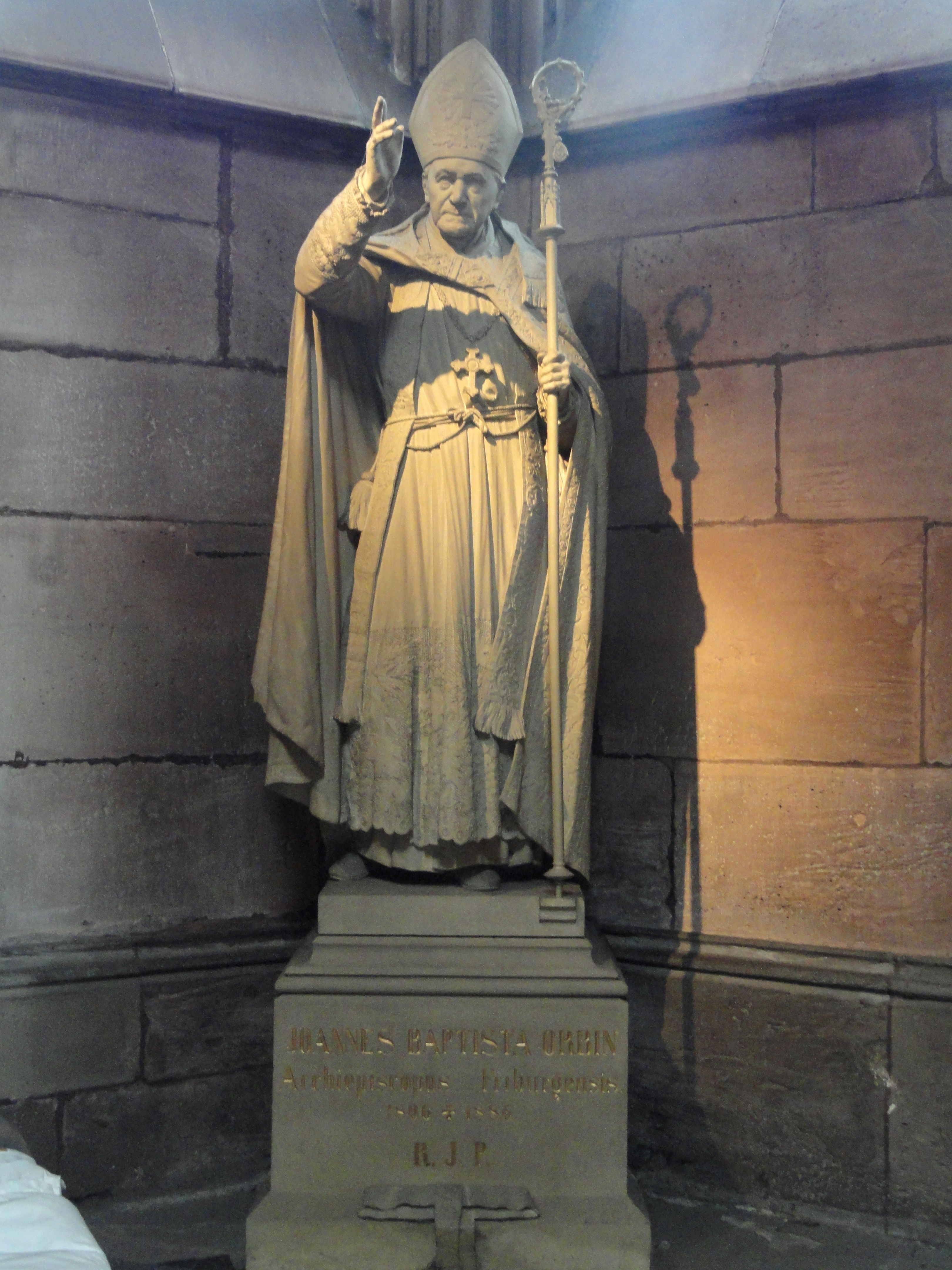
Johann Baptist Orbin, im 19. Jahrhundert Pfarrer an der Kirche (Statue im Freiburger Münster)

An der Jesuitenkirche waren nach den Jesuiten als eigene (Obere) Pfarrkirche unter anderem die folgenden Geistlichen tätig:
- 1839–1846: Johann Baptist Orbin, später Erzbischof von Freiburg (1882–1886)
- 1864–1893: Geistl. Rat Caspar Koch
- 1893–1895: Karl Fritz, Pfarrverweser, später Erzbischof von Freiburg (1920–1931)
- 1895–1951: Prälat Joseph Bauer, erster Dekan des Stadtdekanats und Ehrenbürger von Mannheim
- 1951–1974: Prälat Karl Nikolaus, Dekan
- 1974–1984: Geistl. Rat Karl Münch
- 1984–2005: Msgre. Horst Schroff, Dekan
- seit 2005: Geistl. Rat Karl Jung, Dekan

Die Kirche wird auch von der Spanisch sprechenden Gemeinde genutzt.